# Олива из Ананьи
Олива (Ананьи, 4 апреля … — Ананьи, 3 июня 492 года) — святая дева из Ананьи. Дни памяти — 3 июня в Ананьи, Кастро-деи-Вольши и Понтекорво, 11 июня в Тривильяно, 1 августа в Кори.
Святая Олива, а также святые Секондина, Аурелия и Неомизия — четыре святых, просиявших в Ананьи.
По преданию, святая Олива родилась в Ананьи в благородной семье. Решив посвятить себя Господу, она претерпела голод и многие страдания, после чего отошла ко Господу 3 июня 492 года.